# Cratomus leucophthalmus
Cratomus leucophthalmus är en stekelart som beskrevs av William Harris Ashmead 1888. Cratomus leucophthalmus ingår i släktet Cratomus och familjen puppglanssteklar. Inga underarter finns listade i Catalogue of Life.